# Nikola Mihailović
Nikola Mihailović,  cyr. Никола Михаиловић (ur. 15 września 1984 w Titogradzie) – czarnogórski piłkarz grający na pozycji obrońcy. Od 2013 występuje w FK Dečić Tuzi.